# Kölner Judenprivileg

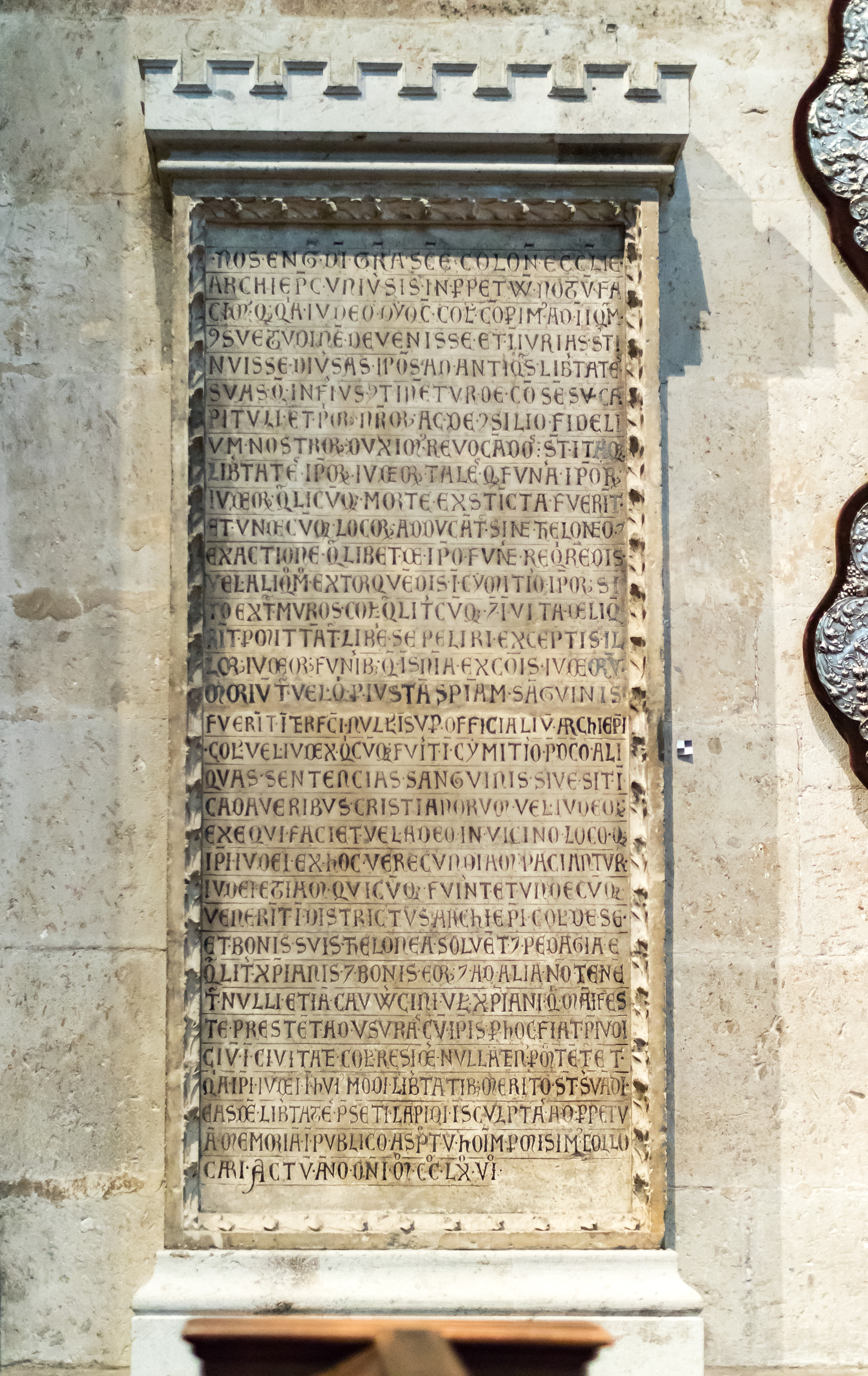
Das Judenprivileg im Kölner Dom

Das Kölner Judenprivileg ist ein in eine Steinplatte gehauenes Privileg für die jüdische Bevölkerung der Erzdiözese Köln aus dem Jahr 1266, das sich im Kölner Dom befindet. Als Quelle dokumentierte es die Gewährung von Rechten für Juden durch den Erzbischof Engelbert II. von Falkenburg. Während Urkunden zu dieser Zeit üblicherweise auf Pergament ausgefertigt wurden, ist die hier gewählte Form der öffentlich ausgestellten Steinurkunde eher eine Seltenheit. Geregelt wurden das Friedhofs- und Bestattungsrecht, Zollbestimmungen und das Geldleihmonopol. Das Judenprivileg ist somit eine bedeutende Quelle für die jüdische Geschichte in Köln und für das Verhältnis von Christen und Juden in dieser Zeit.

## Aufstellungsort
Die mannshohe Steintafel befindet sich heute im Kölner Dom an einer Wand des nördlichen Chorumgangs, in der Nähe des Eingangs zur Sakramentskapelle. Es wird vermutet, dass dies mindestens der dritte Aufstellungsort innerhalb der Kathedrale ist. Aufgrund der Bedeutung der Tafel und ihres Erhaltungszustandes kann davon ausgegangen werden, dass sie von Anfang an innerhalb der Kirche angebracht war. Eine sichere Lokalisierung der ersten Anbringung im Jahre 1266, 18 Jahre nach der Grundsteinlegung des heutigen Doms, ist bisher nicht gelungen. Überlegungen gehen von einer Anbringung oder Einmauerung am damals schon errichteten Nordanbau der künftigen Sakristei aus. Nicht auszuschließen wäre auch eine Anbringung in einer inneren oder äußeren Mauer der damaligen Schatzkammer. Bis 1867 ist eine Anbringung in einem Raum der alten Domsakristei belegt. Ab 1870 befand sich das Judenprivileg in der Halle des Südturmes. 1981 kam die Tafel an ihren jetzigen Standort.

## Hintergrund
Die Kölner Erzdiözese war bis Ende des Mittelalters ein Zentrum des Judentums in Deutschland, mit Niederlassungen jüdischer Gemeinden in den meisten Städten, deren Mitgliederzahl bis zu 3.000 Menschen umfasste. Die Stadt Köln bildete den Mittelpunkt des rheinischen und westfälischen jüdischen Lebens, mit einer eigenen Religionsschule von hochrangigem Ruf und weitreichenden internationalen Handelsbeziehungen. Juden im Rheinland lebten im Spannungsfeld zwischen einer duldenden und privilegierten Haltung angesichts ihrer dem Christentum verwandten Religion und der wachsenden Ablehnung ihrer „Verblendung“ gegenüber der „wahren Religion“ Christentum, die später in den Judenverfolgungen zur Zeit des Schwarzen Todes gipfelte. Die Duldung jüdischen Lebens und wirtschaftlicher Aktivitäten von Juden führte auch zum Bestreben, letztere steuerlich zu schröpfen, was unter anderem Gegenstand der meisten Judenprivilegen war.

## Inhalt
Es handelt sich beim Kölner Judenprivileg nicht um einen Auszug, sondern um die vollständige Ausfertigung einer Urkunde. Die Existenz einer Pergamentfassung ist nicht ausgeschlossen, aber die Vollständigkeit der steinernen Urkunde wurde in diplomatischer Untersuchung festgestellt. Die Urkunde enthält keine zeitliche Begrenzung ihrer Regelungen, was eine mögliche Erklärung ihres steinernen Trägermaterials als dauerhafte Darstellungsform liefert. In dieser Form einzigartig, reiht sich die Urkunde aus dem Jahr 1266 inhaltlich jedoch in die elf Schutzbriefe des Erzbistums zwischen 1252 und 1372 ein.
Das Judenprivileg von 1266 ist in lateinischer Sprache verfasst. Es bezieht sich inhaltlich auf eine „ungünstige Rechtslage“ und „verschiedene Ungerechtigkeiten“, denen die Kölner Juden ausgesetzt worden seien. Hierzu sollten nun drei Rechtskreise mit Freiheitsrechten ausgestattet werden:

### Friedhofs- und Bestattungsrecht
Engelbert II. sicherte den Juden das Recht zu, „wie auch immer ihr Leben ausgelöscht wurde und woher auch immer sie herangebracht wurden“, ihre Toten auf einem eigenen Friedhof außerhalb der Kölner Stadtmauern zu bestatten. Dies war der Judenbüchel  aus der Mitte des 12. Jahrhunderts als ältester jüdischer Friedhof Kölns. Er lag nahe der Bonner Straße neben einem Hof des Stiftes St. Severin. Zwischen 1922 und 1936 wurde dieser Friedhof für den Bau eines Güterbahnhofes und der Großmarkthalle aufgelöst. Einige der ältesten Grabsteine von dort werden heute im Lapidarium des jüdischen Friedhofs Köln-Bocklemünd aufbewahrt. Das Judenprivileg schloss die Erhebung eines Leichenzolls für Bestattungen auswärtiger Juden auf diesem Friedhof aus. Auch erlaubte es keine Beerdigungen von Juden, die aus der jüdischen Gemeinschaft ausgeschlossen wurden und stärkte damit die Autonomie der jüdischen Gemeinde.

### Zollbestimmungen
Das Judenprivileg sicherte dem jüdischen Handel zu, nicht stärker belastet zu werden als christliche Kaufleute.

### Geldleihmonopol
Mit dem Judenprivileg bestimmte der Erzbischof ein Ansiedlungsverbot von „Kawertschen“ und anderen Christen, die verzinsliche Kredite verliehen, in der Stadt und sicherte jüdischen Geldverleihern so ein weitreichendes Monopol. Wie auch bei den Zollbestimmungen geschah dies vor dem Hintergrund, dass wohlhabende Mitglieder der jüdischen Gemeinde Kölns zu den wichtigsten Finanziers des Erzbistums gehört haben. „Kawertschen“, christliche Geldleiher aus der Lombardei und aus Frankreich, waren Mitte des 13. Jahrhunderts im Rheinland kaum aktiv, jedoch deutet die Regelung im Judenprivileg darauf hin, dass das Auftreten dieser Wettbewerber zumindest erwartet wurde. Der Erzbischof betrieb somit eine weitreichende Förderung jüdischer Wirtschaftstätigkeit, nicht zuletzt sicher auch, um die Kapitalkraft jüdischer Geschäftsleute in seinem Sinne nutzen zu können.